# Kieżmarska Czuba
Kieżmarska Czuba, w części literatury tatrzańskiej Kiezmarska Czuba (słow. Kežmarský hrb) – rozłożysty, kopiasty szczyt w południowo-wschodniej grani Kieżmarskiego Szczytu opadającej na Huncowską Przełęcz. Na północnym zachodzie Kieżmarska Czuba graniczy z kopułą szczytową Kieżmarskiego Szczytu, od której oddziela ją Wyżni Kieżmarski Przechód, natomiast na południowy wschód od niej znajduje się Mała Kieżmarska Czubka oddzielona Niżnim Kieżmarskim Przechodem.
Północno-wschodnie stoki opadają z Kieżmarskiej Czuby do Świstówki Huncowskiej (górnego piętra Doliny Huncowskiej), południowo-zachodnie – do Lejkowego Kotła w Dolinie Łomnickiej. Zbocze spadające ze szczytu na północny wschód w górnej części ma charakter piarżysto-skalisty, niżej przekształca się w urwistą ścianę, zlewającą się w całość z północno-wschodnią ścianą Kieżmarskiego Szczytu. Na stronę Doliny Łomnickiej opada z Kieżmarskiej Czuby wysoka południowa ściana, oddzielona od ściany Kieżmarskiego Szczytu głębokim żlebem zbiegającym z Wyżniego Kieżmarskiego Przechodu.
Wzniesienie jest wyłączone z ruchu turystycznego. Najdogodniejsze drogi dla taterników prowadzą na nie granią z obu stron. Szczególnie łatwe jest dojście od Wyżniego Kieżmarskiego Przechodu.
Pierwsze wejścia na szczyt miały miejsce przy okazji pierwszych wizyt na Kieżmarskim Szczycie, zazwyczaj jednak omijano o kilka metrów sam wierzchołek wzniesienia.